# Bothriurus jesuita
Espèce
Bothriurus jesuita est une espèce de scorpions de la famille des Bothriuridae.

## Distribution
Cette espèce est endémique d'Argentine. Elle se rencontre dans la province de Misiones et dans le Nord de la province de Corrientes.

## Description
Le mâle holotype mesure 42,76 mm et la femelle paratype 52,28 mm.

## Étymologie
Son nom d'espèce lui a été donné en référence au lieu de sa découverte, une ancienne mission jésuite.

## Publication originale
- Ojanguren-Affilastro, 2003 : Bothriurus jesuita, a new scorpion species from northeastern Argentina (Scorpiones, Bothriuridae). The Journal of Arachnology, vol. 31, p. 55-61 (texte intégral).